# همه‌پرسی حاکمیت تاتارستان ۱۹۹۲
همه پرسی حاکمیت در تاتارستان روسیه در 21 مارس 1992 میلادی برگزار شد. در این همه‌پرسی از رای دهندگان پرسیده شد که آیا تاتارستان را به عنوان یک کشور مستقل تایید می کنند.
در 30 اوت 1990، جمهوری سوسیالیستی خودگردان تاتار شوروی ، که در آن زمان بخشی از جمهوری فدراتیو سوسیالیستی روسیه شوروی بود، اعلامیه حاکمیت دولتی را به تصویب رساند و وضعیت خود را به یک جمهوری از جمهوری های اتحادیه ای ارتقا داد تا به اتحاد شوروی تجدید شده به عنوان نهاد مستقل خود بپیوندد. با این حال، یک کودتا منجر به فروپاشی اتحاد جماهیر شوروی شد. در پی این کودتا، اتحاد جماهیر شوروی تاتار در وضعیت بلاتکلیفی قرار گرفت. در این میان، روسیه نیز به عنوان سرزمین اصلی ( بر اساس قوانین داخلی شوروی، تاتارستان جمهوری خودگردان در روسیه بود) ، از به رسمیت شناختن حاکمیت تاتارستان امتناع ورزید و در عوض خواستار پیوستن این کشور به پیمان فدراسیون جدید بود. در مواجهه با یک دولت مرکزی متخاصم ( روسیه) ، توأمان با ناآرامی های فزاینده و افزایش ناسیونالیسم، دولت محلی در این منطقه دستور داد یک همه پرسی برای تصمیم گیری در مورد حاکمیت این جمهوری برگزار شود.
مبارزات انتخاباتی در فوریه 1992 با رای گیری در 21 مارس 1992 آغاز شد. به رای دهندگان این امکان داده شد که یا موافق یا مخالف حاکمیت یک جمهوری مستقل و آزاد در تاتارستان رای دهند. با این حال، سوال و جمله بندی آن مبهم بود و طرف های مخالف همه پرسی کلمه "حاکمیت" را به گونه ای متفاوت تفسیر کردند. این واژه در همه‌پرسی به گونه ای بیان شده بود که ملی گرایان تاتار معتقد به استقلال کامل از روسیه و گروه های طرفدار روسیه معتقد به خودمختاری در جمهوری فدراتیو روسیه بودند. به هر شکل، دولت روسیه با این همه پرسی مخالفت خود را اعلام کرد و مدعی بود این همه‌پرسی تلاشی برای جدایی سیاسی تاتارستان و تجزیه روسیه است. دولت تاتارستان رفراندوم مربوط به استقلال را تکذیب کرد و در عوض گفت که این همه پرسی صرفاً برای تأیید اعلامیه حاکمیت جمهوری در این منطقه است.
علیرغم تلاش روسیه برای جلوگیری از همه‌پرسی ، همه‌پرسی بنابر برنامه انجام شد و نتایج نشان داد که 62٪ از رای دهندگان با وضعیت حاکمیت تاتارستان ( به عنوان یک کشور مستقل ) موافق بودند و 38٪ با آن مخالف بودند. رای گیری مسالمت آمیز بود و پس از آن تاتارستان قانون اساسی جدیدی را تصویب کرد که آن را "دولت دموکراتیک مستقل" و "موضوع حقوق بین الملل" اعلام کرد. تاتارستان برای بررسی یک معاهده دوجانبه با روسیه وارد مذاکره شد. این معاهده که در 15 فوریه 1994 امضا شد، به تاتارستان خودمختاری قابل توجهی اعطا کرد در حالی که موافقت کرد بخشی از روسیه بماند اما تنها تحت عنوان "وضعیت ویژه". زمانی که ولادیمیر پوتین در سال 2000 به قدرت رسید، تلاش کرد تا با سیاست های خاص خود، خودمختاری تاتارستان را خنثی و کمرنگ کند. در طول این دهه و بر اساس سیاست جدید مسکو، معاهده دوجانبه میان مسکو و تاتارستان و همچنین تمامی ارجاعات به حاکمیت لغو شد و به وضعیت ویژه تاتارستان پایان داده شد.

## زمینه
در سالهای پایانی اتحاد جماهیر شوروی ، سیستم به شدت متمرکز کشور به دلیل اصلاحات اقتصادی و اجتماعی توسط میخائیل گورباچف ، رهبر شوروی، شروع به فروپاشی کرد. در 16 نوامبر 1988، اتحاد جماهیر شوروی استونی اعلامیه حاکمیت ایالتی را صادر کرد، که در آن تاکید کرد که قوانین محلی استونی در قلمرو آن بر قوانین شوروی اولویت دارد.  این امر آغاز شد که به " رژه حاکمیت ها " معروف شد.  در سال‌های بعد، سایر جمهوری‌های اتحادیه، حاکمیت دولتی خود را اعلام کردند، و جمهوری فدراتیو سوسیالیستی روسیه شوروی در 12 ژوئن 1990 این کار را انجام داد تا قوانین داخلی روسیه بر قوانین کلی شوروی اولویت داشته باشد اعلامیه روسیه خواستار گسترش حقوق جمهوری‌های خودمختار و دیگر سرزمین‌ها شد.  یک ماه پس از آن، بوریس یلتسین ، رهبر روسیه از جمهوری‌ها خواست تا «تا جایی که می‌توانید حاکمیت خود را در اختیار بگیرند» .  در 30 اوت 1990 جمهوری سوسیالیستی خودگردان تاتارستان شوروی به این فراخوان توجه کرد و بر همین اساس، اعلامیه حاکمیت دولت را صادر کرد و یکی از نخستین جمهوری هایی بود که بر اساس دستور صادر شده اقدام کرد.  با این حال، تاتارستان با نادیده گرفتن هرگونه اشاره ای به اینکه این جمهوری بخشی از روسیه است، قدمی فراتر برداشت.  در سال 1991، مذاکرات برای تشکیل یک معاهده جدید در جریان بود که کشور را به عنوان یک کنفدراسیون سست تشکیل می‌داد و تاتارستان گفت که این معاهده را به عنوان نهاد مستقل خود خارج از حوزه قضایی روسیه امضا خواهد کرد.  با این حال، تلاش برای کودتا در اوت 1991 به هر گونه امید برای حفظ کشور پایان داد. در همین راستا جمهوری های اتحادیه یکی پس از دیگری، آغاز به اعلام استقلال خود کردند و اتحاد جماهیر شوروی در 26 دسامبر 1991 رسما منحل شد . 
تاتارستان، در میان صنعتی‌ترین و مرفه‌ترین مناطق روسیه، مدت‌ها در پی گسترش حقوق خود، به‌ویژه در مورد تصمیم گیری درباره ی  اقتصاد و منابع خود بود. سال 1991 سال پرآشوبی برای تاتارستان بود، تنش های فزاینده بین ملی گرایان تاتار، گروه های طرفدار روسیه و رهبری جمهوری بر سر وضعیت تاتارستان منجر به ناآرامی های مکرر شد.  تاتارستان همچنین با فشار دولت روسیه روبرو شد که از به رسمیت شناختن حاکمیت این جمهوری خودداری می کرد. تاتارستان با ادعای اینکه بخشی از روسیه نیست، انتخابات ریاست جمهوری ژوئن 1991 را تحریم کرد و در عوض انتخابات ریاست جمهوری موازی خود را برگزار کرد که در آن رهبر واقعی آن ، مینتیمر شایمیف ، تنها نامزد بود.  شایمیف، یک عضو سرسخت سابق حزب کمونیست و حامی کودتا،  از وضعیت برزخ تاتارستان برای کسب امتیازاتی از دولت روسیه در مورد گسترش اختیارات جمهوری استفاده کرد اما مقامات روسی با آن مخالفت کردند و باعث افزایش تنش بین این دو شد. تنش ها زمانی به نقطه اوج خود رسید که یلتسین شروع به اعمال فشار بر شایمیف کرد تا پیمان آتی فدراسیون را که برای 25 مارس 1992 تعیین شده بود، تأیید کند!  با این حال، شایمیف مصمم بود تا پیشنهاد یلتسین را رد کند و چنین کرد. در پی این مخالفت، یلتسین در اواخر سال 1991 تلاش کرد تا شایمیف را برکنار کند.  شایمیف در داخل با ناسیونالیست های تندروی تاتاری روبه رو بود که رسما خواستار استقلال تاتارستان از روسیه بودند. در 29 اکتبر 1991، هزاران ملی گرا پس از اینکه قانونگذاران از اعلام استقلال خودداری کردند، به شورای عالی تاتارستان یورش بردند و درگیری هایی رخ داد که طی آن، چندین نفر مجروح شدند.  در فوریه 1992 ملی گرایان رادیکال چندین قطعنامه را اتخاذ کردند که خواستار مبارزه استقلال طلبانه، از جمله تا "جنگ آزادی" بودند.  در همین حال دورتر، تلاش یلتسین برای اقدام سخت در خصوص جدایی با فرستادن ارتش به چچن ، که در نوامبر 1991 اعلام استقلال کرده بود، با مقاومت مواجه شد و شکست خورد.   شایمیف که از ضعف آشکار یلتسین جسارت یافته بود و نیاز به فرونشاندن احساسات ناسیونالیستی داشت، اعلام کرد که در 21 مارس 1992، چهار روز قبل از معاهده، همه‌پرسی مربوط به استقلال جمهوری از روسیه برگزار می شود.

## هدایت

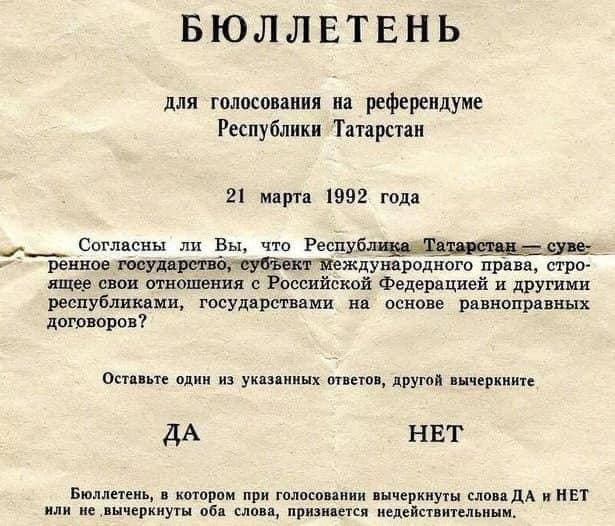
برگه رای مورد استفاده در همه پرسی

مبارزات انتخاباتی برای همه‌پرسی بلافاصله پس از اعلام در 21 فوریه آغاز شد. دولت تاتارستان و ناسیونالیست‌ها برای رای «آری» تظاهرات کردند، در حالی که گروه‌های طرفدار روسیه از مردم خواستند به آن رأی منفی دهند. دولت تاتارستان به طور انحصاری بر اساس منافع اقتصادی حاکمیت مبارزه کرد و از هر گونه ابعاد قومی دری می جست. منتقدان رفراندوم و حامیان روسیه ادعا کردند که شایمیف آن را فقط برای حفظ قدرت خود و نخبگان کمونیست سابق انجام داده و از جنبش ملی‌گرایانه به عنوان پایگاه جدید حمایت مردمی استفاده می‌کند.  با این حال، هیچ تلاش سازمان یافته ای برای تحریم همه پرسی رخ نداد.  به گفته فانداس سافیولین، معاون سابق پارلمان تاتارستان، تاتارستان مملو از آگهی‌هایی بود که از دیگر مناطق روسیه می‌آمدند و خواستار رای «نه» می‌شدند تا این منطقه همچنان بخشی از روسیه بماند. 
یلتسین و دولت روسیه که از آینده کشور پس از استقلال یکجانبه چچن بیمناک بودند، از به رسمیت شناختن همه پرسی امتناع ورزیدند و دولت روسیه در ابتدا با مراجعه به دادگاه قانون اساسی در مورد مشروعیت آن تلاش کرد تا آن را به پایان برساند. دادگاه فوراً رأی را غیرقانونی اعلام کرد، اما تاتارستان این حکم را نادیده گرفت و به کار خود درباره ی همه‌پرسی بزرگش ادامه داد.  مقامات دادستانی کل روسیه به هر منطقه اعزام شدند تا مقدمات همه‌پرسی را با اختلال مواجه کنند.  علیرغم مخالفت خود، خود یلتسین با اجبار تلاش نکرد که همه پرسی را متوقف کند. او در یک سخنرانی به رای دهندگان هشدار داد که علیه آن رای دهند یا "ممکن است خون ریخته شود".  با این وجود، دولت نیروهای مسلح روسیه را برای انجام تمرینات نظامی در مناطق همسایه مستقر کرد.  گزارش‌هایی منتشر شد مبنی بر اینکه کشورهای مشترک المنافع نیروهای خود را برای ارعاب دولت تاتارستان به ماری ال فرستاد، با این حال، فرماندهی نظامی محلی ادعا کرد که سربازان فراری از اوکراین بودند که دوباره مستقر شدند. 
پرسش در این همه‌پرسی به دلیل مبهم بودن مورد انتقاد شدید قرار گرفت و رای دهندگان در روز رفراندوم اذعان کردند که پرسش بسیار "گیج کننده" است.  کلمه «حاکمیت» توسط دو طرف مقابل به گونه‌ای متفاوت تفسیر شد. ناسیونالیست‌ها آن را استقلال می‌دانستند، در حالی که اتحادیه‌گرایان آن را چیزی جز خودمختاری نمی‌دانستند.  دولت تاتارستان انجام همه پرسی برای استقلال را رد کرد، در عوض گفت که این همه پرسی برای تایید و تقویت بیانیه حاکمیت جمهوری در 30 اوت 1990 بود.  این در تضاد با رهبران ملی گرایان تاتار بود که مخالفت کردند که «حاکمیت خودی به معنای استقلال است».  مقامات روسی اصرار داشتند که عبارت همه پرسی به معنای جدایی است و یلتسین هشدار داد که این همه پرسی خطر خشونت های قومی را به همراه دارد.  یک روز پیش از همه‌پرسی ، شیمیف در یک سخنرانی گفت: "من به عنوان رئیس جمهور تاتارستان، اعلام می کنم که ما همیشه با مردم روسیه و با روسیه هستیم. ما به هیچ وجه تمامیت روسیه را نقض نمی کنیم."  در مصاحبه ای در ماه مه 1992 پس از رفراندوم، شایمیف توضیح داد که این عبارت عمداً نامشخص است و ممکن است یک سؤال مستقیم منجر به نتایج نامطلوب شود. وی مدعی شد که پیشنهاد شده است که به صراحت در مورد جدایی مطرح شود اما او با آن مخالفت کرد. 

### پرسش
سوالی که برای رای دهندگان مطرح شد این بود:
Do you agree that the Republic of Tatarstan is a sovereign state, a subject of international law, building its relations with the Russian Federation and other republics (states) on an equal basis?

## نتایج
علیرغم تلاش روسیه برای توقف رای گیری، همه پرسی طبق برنامه با آراء روز بعد برگزار شد. همه پرسی به طور مسالمت آمیز به پایان رسید و 62 درصد از رأی دهندگان از حاکمیت تاتارستان حمایت کردند و 38 درصد مخالف آن بودند. حمایت از حاکمیت بیشتر در مناطق روستایی با 75.3 درصد بود، در حالی که حمایت در مراکز شهری، جایی که درصد بیشتری از قومیت روسیه زندگی می کردند، 58.7 درصد به نفع بود.  منطقه روستایی آکتانیشسکی ، که بیشترین درصد تاتارهای قومی را در سال 1989 داشت،  قوی ترین حمایت از حاکمیت را با 99.59 درصد ثبت کرد. در مقابل، مخالفت با حاکمیت بهترین عملکرد را در شهر بوگلما با 66.04 درصد داشت. 

ناظران رای گیری اعلام کردند که همه پرسی تا حد زیادی آزاد و منصفانه بوده و موارد کمی از تقلب وجود دارد. جان جی. نمرود ، ناظر سازمان ملل ، رفراندوم را به دلیل مشارکت آن ستود و اظهار داشت که "این انتخابات آزاد و آزاد به مردم فرصتی داد تا اراده آزاد خود را ابراز کنند".  با این حال، سخنگوی حزب دموکرات روسیه (DPR) مدعی شد که برخی از ناظران آن توسط پلیس که ادعا می‌شود در جستجوی مواد مخدر بودند، مورد آزار و اذیت، بازداشت و نظارت بر برخی مراکز رای‌گیری در مناطق روستایی قرار گرفتند. 
| انتخاب            | انتخاب            | آراء      | ٪      |
| ----------------- | ----------------- | --------- | ------ |
| موافق             | موافق             | ۱٬۳۰۹٬۰۵۶ | ۶۲٫۲۳  |
| مخالف             | مخالف             | ۷۹۴٬۴۴۴   | ۳۷٫۷۷  |
| کل                | کل                | ۲٬۱۰۳٬۵۰۰ | ۱۰۰٫۰۰ |
|                   |                   |           |        |
| آراء معتبر        | آراء معتبر        | ۲٬۱۰۳٬۵۰۰ | ۹۸٫۶۵  |
| آراء نامعتبر/سفید | آراء نامعتبر/سفید | ۲۸٬۸۵۱    | ۱٫۳۵   |
| کل آراء           | کل آراء           | ۲٬۱۳۲٬۳۵۱ | –      |

### نتایج در کازان
نتایج در پایتخت کازان نشان داد که تنها 46.79 درصد از رای دهندگان به حق حاکمیت رأی دادند.  شش ناحیه از هفت ناحیه پایتخت، هرچند با اختلاف اندک، علیه حاکمیت رأی دادند.  
| ناحیه      | آره    | خیر    |
| ---------- | ------ | ------ |
| باومانسکی  | 47.49٪ | 50.08٪ |
| واهیتوفسکی | 44.44٪ | 53.09٪ |
| کیروفسکی   | 43.72٪ | 54.27٪ |
| لنینسکی    | 44.31٪ | 53.77٪ |
| موسکوفسکی  | 48.44٪ | 49.83٪ |
| پریولژسکی  | 53.48٪ | 44.59٪ |
| سووتسکی    | 44.56٪ | 53.28٪ |

## عواقب
پس از اعلام نتایج، حامیان حاکمیت در خارج از ساختمان شورای عالی جشن گرفتند در حالی که گروه های کوچکی از حامیان طرفدار روسیه با تکان دادن پرچم روسیه در کازان راهپیمایی اعتراضی کردند.  برخی از گروه های طرفدار روسیه از به رسمیت شناختن نیروی قانونی همه‌پرسی امتناع ورزیدند و شاخه کازان DPR پیشنهاد کرد که این شهر همچنان "تحت تابعیت مسکو" اعلام شود.  دولت روسیه متعاقباً با ادعای "مشکلات سازمانی" امضای معاهده فدراسیون را به 31 مارس به تعویق انداخت.  محمد صابیروف ، نخست وزیر تاتارستان به روسیه هشدار داد که نباید برای حفظ وحدت کشور از زور استفاده کرد و خواستار مذاکره در مورد روابط جدید شد.  شایمیف با ابراز رضایت از نتایج  و آرزوی خود برای امضای معاهده دوجانبه تا آوریل همان سال اظهار داشت. 
هنگامی که مراسم امضای پیمان فدراسیون رسید، تاتارستان و دولت واقعی چچن تنها کسانی بودند که آن را امضا نکردند.  تاتارستان با چندین جنبه از معاهده، از جمله کنترل مشترک بر منابع طبیعی و فقدان بند برای جدایی مخالف بود. الکساندر لوزووی، معاون شورای عالی تاتارستان، گفت که این جمهوری همچنین خواستار نیروی پلیس، سیستم دادگاه و اصلاحات در سیستم مالیاتی خود است تا به نفع تاتارستان باشد.  با این وجود، نمایندگان تاتار در مسکو بودند تا به دنبال یک معاهده جداگانه باشند و دولت روسیه گفت که این معاهده انعطاف‌پذیر است اما محدودیت‌های آشکاری وجود دارد.  ملی گرایان تاتار با تشکیل یک کورالتای تمام تاتار که یک دولت رقیب تشکیل داد، اعلامیه استقلال را صادر کرد، و چند ماه بعد را صرف تلاش برای بیرون کشیدن قدرت سیاسی از شورای عالی به این نتایج کردند.  این تلاش در نهایت شکست خورد و در تابستان 1992 احساسات ناسیونالیستی از بین رفت و شیمیف دیگر مخالفی نداشت. 

## مذاکرات

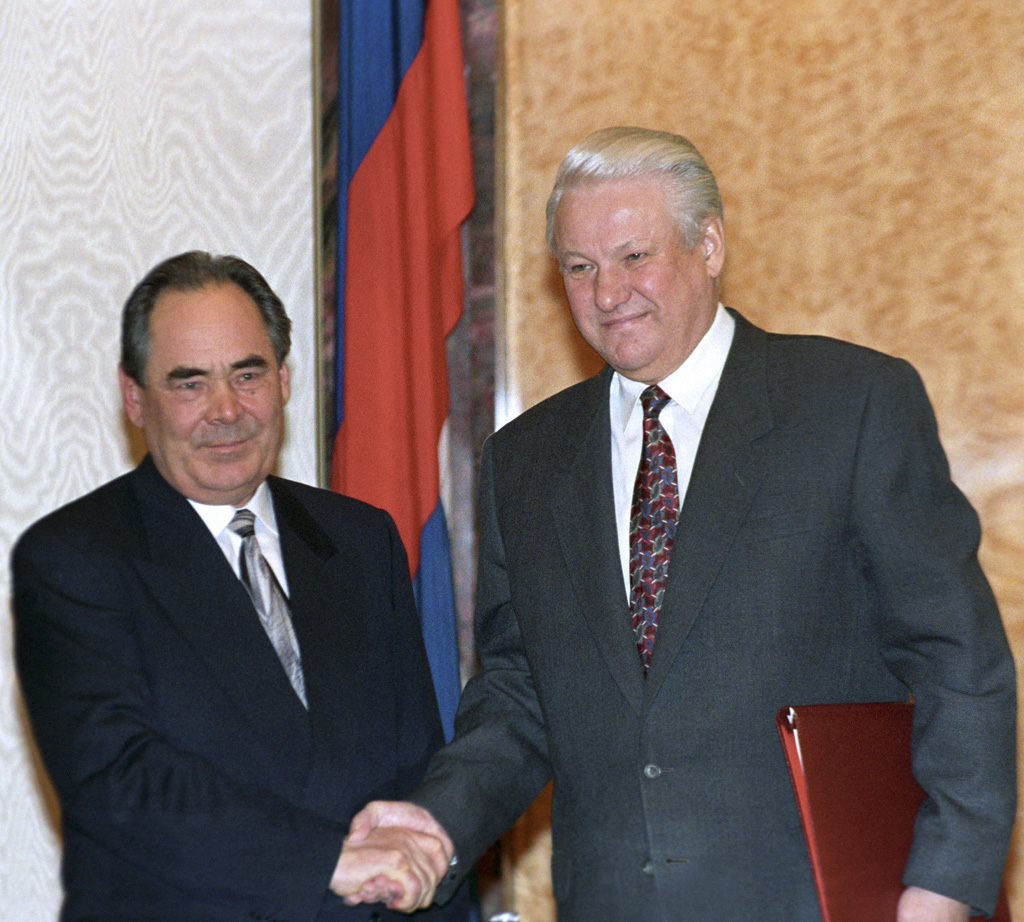
شیمیف و یلتسین پس از امضای معاهده تحدید حدود، 15 فوریه 1994، دست می دهند.

مذاکرات در مورد یک معاهده دوجانبه به طور رسمی در 31 مارس 1992 آغاز شد. در این دیدار، هیئت تاتارستان موافقت کرد که اختیارات دفاعی، گمرکی و غیره خود را به دولت روسیه واگذار کند. در عوض، روسیه به هر دو زبان روسی و تاتاری حقوق مساوی اعطا کرد.  پس از مذاکرات در مسکو در ماه اوت، دو طرف به یک توافق موقت در مورد بودجه تاتارستان و صادرات نفت دست یافتند، در حالی که تاتارستان نیز مدعی حق داشتن سیاست خارجی مستقل، روابط اقتصادی خارجی و ایجاد خدمت نظامی خود بود.  با طولانی شدن مذاکرات، تاتارستان از قبل به گونه ای عمل می کرد که گویی یک کشور مستقل است. دادگاه ها، ارگان های دادگستری و مجری قانون همگی به حوزه قضایی جمهوری منتقل شدند و اعلام کردند که تمام اموال دولتی متعلق به تاتارستان است.  در 30 نوامبر 1992 تاتارستان قانون اساسی جدیدی را تصویب کرد که آن را "دولت دموکراتیک مستقل" و "موضوع حقوق بین الملل" معرفی کرد.  با این حال، این با قانون اساسی روسیه که آن را به عنوان یک کشور واحد غیرقانونی جدایی اعلام می کرد، در تضاد بود.  قانون اساسی تاتارستان تصریح می کرد که بر اساس روابط معاهده، به عبارت دیگر یک کنفدراسیون ، با روسیه مرتبط است.  با وجود پیشرفت در مذاکرات، موضوع نهایی وضعیت تاتارستان حل نشده باقی ماند و در سال 1993 روابط بین دو طرف شروع به شکست کرد. دولت روسیه می ترسید که دادن امتیازات بیش از حد باعث گسترش احساسات مشابه به جمهوری های دیگر شود و خطر تجزیه را تهدید کند.  روسیه خواستار اختیاراتی در زمینه مسائل نظامی مانند تولید تسلیحات شد. هنگامی که تاتارستان امتناع کرد روسیه کمک مالی به مجتمع صنعتی نظامی تاتارستان را متوقف کرد و جمهوری را مجبور کرد که با کنترل مشترک موافقت کند.  تاتارستان نیز به نوبه خود خواستار اختیارات بیشتری در رابطه با مالیات و اختیارات خرج کرد و اغلب در تلاش برای دستیابی به توافقی مطلوب، درآمدهای مالیاتی خود را به مسکو دریغ می‌کرد و یلتسین را مجبور به تسلیم در هنگام فشار بر جمهوری کرد. 
یلتسین در خارج از تاتارستان با شوروی عالی و کنگره نمایندگان خلق که مخالف پیشروی یلتسین به جمهوری‌ها بودند، درگیر جنگ قدرت بود. تلاش آنها برای وادار کردن انتخابات زودهنگام ریاست جمهوری در همه پرسی در 25 آوریل 1993 با شکست مواجه شد.  با این حال، محبوبیت یلتسین در جمهوری‌ها کم بود و تاتارستان فعالانه همه‌پرسی را تحریم کرد.  یلتسین در تلاشی ناامیدانه برای به دست آوردن حمایت از جمهوری ها، یک کنفرانس قانون اساسی را در مخالفت با پارلمان ترتیب داد و در آنجا پیشنهاد داد که ویژگی های دولت های مستقل را به آنها بدهد. پرچم ها، سرودها و قانون اساسی خودشان.  او در ماه جولای پیش نویس قانون اساسی را ارائه کرد که در آن "شورای فدراسیون" متشکل از اعضای مناطق ایجاد می شد، اما رد شد.  در 21 سپتامبر، زمانی که یلتسین به زور پارلمان را منحل کرد و قانونگذاران شورشی در کاخ سفید سنگر گرفتند و در آنجا به استیضاح او رای دادند، اختلافات به بحران قانون اساسی تبدیل شد.  یلتسین در پاسخ به ارتش دستور حمله به ساختمان و دستگیری قانونگذاران را در 4 اکتبر داد.  پیامدهای بحران باعث شد یلتسین به طرز چشمگیری قدرت خود را تحکیم کند. او با فرمان شروع به حکومت کرد و اقداماتی را برای سرکوب هرگونه مخالفت انجام داد.  این بحران عملاً به ابتکار عمل جمهوری‌ها در مذاکرات پایان داد  و یلتسین با تقویت مرکز فدرال و سلب بسیاری از امتیازاتی که توسط پیمان فدراسیون به جمهوری‌ها داده شده بود، موضع قوی‌تری اتخاذ کرد.  در 15 اکتبر یلتسین دستور داد که یک همه پرسی در مورد قانون اساسی جدید برگزار شود که در 12 دسامبر برگزار شد.  قانون اساسی جدید تصویب شد، اما در جمهوری ها به شدت نامحبوب بود و تاتارستان از به رسمیت شناختن مشروعیت آن امتناع کرد.  در حالی که معاهده فدراسیون هنوز به طور رسمی اجرا می شد، برای همه مقاصد و مقاصد توسط قانون اساسی جدید جایگزین شد،  که یک ریاست قوی ایجاد کرد، تمام ارجاعات به حاکمیت جمهوری را کنار گذاشت و همه افراد فدراسیون را برابر به رسمیت شناخت. 
در سایه جنگ قدرت یلتسین با پارلمان، مذاکرات با تاتارستان تا 21 سپتامبر بدون وقفه ادامه یافت. پس از پیروزی غیرمنتظره یلتسین در رفراندوم 25 آوریل، تاتارستان عجله کرد تا بیشترین توافقات ممکن را با او به دست آورد.  در ژوئن 1993، هر دو قراردادهای متعددی از حمل و نقل نفت و نفت، آموزش، عوارض گمرکی و محیط زیست امضا کردند.  در پایان سال 1993 بسیاری از مسائل حل و فصل شده بود، با این حال، روسیه همچنان اصرار داشت تاتارستان پیمان فدراسیون را امضا کند که همچنان در برابر آن مقاومت می کرد. دو طرف در نهایت به مصالحه دست یافتند. روسیه از درخواست خود مبنی بر امضای این معاهده توسط جمهوری دست خواهد کشید، در حالی که تاتارستان از تقاضای خود برای قدرت های واگذار شده بیشتر صرف نظر کرد.  در 15 فوریه 1994 روسیه و تاتارستان توافقنامه دوجانبه مورد انتظار را به نام "معاهده تحدید حدود موضوعات قضایی و تفویض اختیارات متقابل بین نهادهای دولتی فدراسیون روسیه و نهادهای دولتی جمهوری تاتارستان" امضا کردند.  این معاهده به تاتارستان اختیار وضع مالیات، پیش‌نویس بودجه، انجام روابط خارجی و فعالیت‌های اقتصادی خارجی خود را اعطا کرد و به جمهوری اجازه داد تا بر زمین‌ها و منابع خود کنترل داشته باشد.  سایر حوزه‌های مورد نگرانی تحت صلاحیت مشترک قرار دارند، از جمله صنایع دفاعی، سیاست‌های پولی، حمل‌ونقل بدون عوارض گمرکی، و اجرای قانون.  این معاهده تاتارستان را به عنوان بخشی از روسیه اما با "وضعیت ویژه" تحکیم کرد. 

## میراث
امضای معاهده دوجانبه بین روسیه و تاتارستان باعث ایجاد یک اثر دومینویی در روابط فدرال-منطقه‌ای خواهد شد. اعتبار چنین توافقی باعث شد که سایر افراد فدراسیون رفتار ویژه خود را بخواهند که یلتسین آن را ملزم کرد و در نتیجه روسیه را به یک فدراسیون نامتقارن تبدیل کرد.  از سال 1994 تا 1998، یلتسین معاهداتی را با 45 موضوع دیگر امضا کرد.  چنین رویه ای در مذاکره معاهدات دوجانبه با انتقاد سایر مناطق و افراد مواجه شد، با این حال، یلتسین از آنها دفاع کرد و گفت که روسیه را دست نخورده نگه می دارند.  خود رفراندوم تا پایان قرن به فراموشی سپرده شد و امروز تنها توسط گروه های ملی گرای تاتار به یادگار مانده است. 
در 31 دسامبر 1999، یلتسین استعفا داد و ولادیمیر پوتین جانشین او شد.  پوتین تصمیم گرفت سیستم فدرال روسیه را اصلاح کند و قدرت را به دولت مرکزی متمرکز کند.  از جمله اولین اقدامات او هماهنگ کردن کلیه قوانین منطقه ای کشور با قانون اساسی روسیه بود. در 27 ژوئن 2000، دادگاه قانون اساسی حکم داد که قوانین اساسی جمهوری که حاوی اعلامیه های حاکمیت است، خلاف قانون اساسی است و دولت روسیه دستور داد که چنین قوانینی با قانون اساسی فدرال مطابقت داده شود.  در نتیجه، اکثریت قریب به اتفاق معاهدات منقضی شدند، اگرچه تاتارستان به مذاکره با آنها ادامه داد.  تاتارستان احکام متعدد دادگاه قانون اساسی را نادیده گرفت، که در قانون اساسی خود "حاکمیت" را باطل و باطل اعلام کرد، و همچنان به حفظ بندهایی در مورد شهروندی ادامه داد و همچنین از به رسمیت شناختن جمهوری به عنوان "سوژه کامل فدراسیون روسیه" خودداری کرد. 
تاتارستان با فشار شدید دولت فدرال، قانون اساسی خود را در 19 آوریل 2002 اصلاح کرد. قانون اساسی جدید تاتارستان را بخشی از روسیه نامید و اشاره به "موضوع حقوق بین الملل" بودن را حذف کرد، اما همچنان اشاره به "حاکمیت" و " خود تعیین سرنوشت " را حفظ کرد.  در 4 ژوئیه 2003 یک قانون فدرال به تصویب رسید که عملاً معاهده دوجانبه تاتارستان را تا سال 2005 خاتمه داد  روسیه و تاتارستان در 26 ژوئیه 2007 معاهده دوجانبه جدیدی را به جای معاهده اصلی منعقد کردند.  با این حال، این توافق به طور قابل ملاحظه‌ای ضعیف‌تر بود و بسیاری از حقوقی که به تاتارستان داده می‌شد سلب شد و تا حد زیادی آن را نمادین کرد.  معاهده جدید تمام امتیازات تاتارستان در اقتصاد و روابط خارجی را حذف کرد و دیگر از "خود تعیین سرنوشت" نامی نبرد.  در 9 ژوئن 2009، دادگاه قانون اساسی مجدداً دستور داد که همه جمهوری‌های باقی‌مانده، از جمله تاتارستان، قوانین اساسی خود را اصلاح کنند تا هرگونه اشاره به حاکمیت را که در نهایت از آن تبعیت کرد، پاک کنند.  در 24 ژوئیه 2017 قرارداد دوجانبه تاتارستان پس از خودداری دولت روسیه از تمدید آن منقضی شد و به وضعیت ویژه تاتارستان در داخل کشور پایان داد. 

## یادداشت
1. ↑  نواحی کازان در سال ۱۹۹۵ تا حدی طراحی و نامگذاری شد,[۳۲] بنابراین تقسیم‌بندی‌های زیر دقیقاً با زیربخش‌های امروزی مطابقت ندارند

## همچنین ببینید
- انحلال اتحاد جماهیر شوروی